# David Oswald
David Oswald (* 1968 in Friedrichshafen) ist ein deutscher Designer und Hochschullehrer.

## Leben
Oswald ist seit 1993 als Designer tätig. Von 1993 bis 2004 unterhielt er ein eigenes Designbüro. 1996 erhielt er von der Köln International School of Design ein Diplom. Anschließend war er dort bis 1999 als Mitarbeiter in Forschung und Lehre bei Gui Bonsiepe tätig. Danach hatte er bis 2001 bei frogdesign in Düsseldorf und Berlin eine Stellung. 2004 nahm er einen Ruf auf die Professur für Digitale Medien an die Hochschule Bremen an und wurde 2009 dort zudem Studiendekan für den Studiengang Digitale Medien. 2011 wechselte er an die Hochschule für Technik und Wirtschaft Berlin auf die Professur für Gestaltung.
Oswald nahm 2014 einen Ruf als Professor für Interaktionsgestaltung an die Hochschule für Gestaltung Schwäbisch Gmünd an. 2018 übernahm er die Leitung des Studiengangs Interaktionsgestaltung. Außerdem ist er Mitglied des Hochschulrats.
Oswald hatte Lehraufträge an der Universität der Künste Berlin, an der Hochschule für Künste Bremen sowie an der Universität GH Essen. 1996 erhielt er den Lucky Strike Junior Designer Award.

## Veröffentlichungen (Auswahl)
- Cybernetics, operations research and information theory at the Ulm School of Design and its influence on Latin America. In: AI & Society. Journal of Knowledge, Culture and Communication. Special issue on: Cybernetics in Latin America. Contexts Developments, Perceptions and Impacts. 2021 (online).
- Digitale Produkte – Produktdesign und Designstudiengänge in Zeiten der Digitalisierung In: Jochen Denzinger (Hrsg.) Das Design digitaler Produkte: Entwicklungen, Anwendungen, Perspektiven, Birkhäuser, 2018, S. 60–73.
- Dialektik des Größenwahns: Design als Change Agent In: Marius Förster, Saskia Hebert, Mona Hofmann, Wolfgang Jonas (Hrsg.) Un/Certain Futures – Rollen des Designs in gesellschaftlichen Transformationsprozessen. transcript, 2018, S. 144–159.
- Affordances and Metaphors Revisited: Testing Flat vs. Skeuomorph Design with Digital Natives and Digital Immigrants In: Proceedings of BHCI 2018, 32nd British Human Computer Interaction Conference.
- From Ethics to Politics: If Design Is Problem Solving, What Then Are the Problems? In: Proceedings of E&PDE 2016, 18th International Conference on Engineering and Product Design Education.
- mit Christiane Wachsmann und Petra Kellner (Hrsg.): Rückblicke. Die Abteilung Information an der hfg ulm. Rohn, Lemgo 2015, ISBN 978-3-939486-95-4.
- Dynamic Sense-Making in Use Processes of Digital Products – A Semiotic Approach to User Interface Design. Proceedings of AISDR 2013, 5th International Congress of International Association of Societies of Design Research.
- Semiotik auditiver Interfaces: Zur Geschichte von Gestaltung und Rezeption auditiver Zeichen in Computer-Interfaces. In: Andi Schoon, Axel Volmar (Hrsg.): Das geschulte Ohr: Eine Kulturgeschichte der Sonifikation, Transcript, Bielefeld 2012, ISBN 978-3-8376-2049-8, S. 247–267.